# Buchenhofen (Quartier)
Das Wuppertaler Wohnquartier Buchenhofen ist eines von sieben Quartieren des Stadtbezirks Elberfeld-West.

## Geographie
Das 0,88 km² große, von der Wupper durchflossene Wohnquartier ist nur schwach mit dem Ort Buchenhofen und der Hofschaft In der Rutenbeck besiedelt und wird zum größten Teil von dem vom Wupperverband betriebenen Wuppertaler Kommunalklärwerk Buchenhofen eingenommen. Daneben befindet sich auf der anderen Wupperseite das Klärwerk Rutenbeck der Bayer HealthCare und an der Mündung des Bachs Rutenbeck die Jugendfarm Rutenbeck, eine erlebnispädagogische Einrichtung der Stadt Wuppertal. Neben der Jugendfarm liegt die gut erhaltene Fachwerkhofschaft Rutenbeck.
Die Landesstraßen L 74 und L 418 durchschneiden das Wohnquartier. Neben den Kläranlagen ist eine auf Lammfleisch spezialisierte Schlachterei der bedeutendste Wirtschaftsbetrieb im Wohnquartier.
In der ersten Hälfte des 20. Jahrhunderts wurde in Buchenhofen die Wupper im Ausgleichweiher Buchenhofen gestaut.

## Etymologie
Der etymologische Ursprung der alten Ortsbezeichnung Buchenhofen geht auf die Hofbezeichnung „in den Buchen“ zurück, das Gut kam 1890 von Vohwinkel nach Elberfeld.